# Aquarius Fresh
Aquarius Fresh é um refrigerante de baixa caloria fabricado e distribuído pela Coca-Cola Brasil e lançado em 2007 para combater o produto H2OH! da PepsiCo que até então estava fazendo um enorme sucesso no mercado brasileiro.
O conceito do novo produto é "um refrigerante levemente gaseificado, que desperta todos os sentidos. Com sabores suaves e as cores das frutas, refresca a vida de um jeito divertido e gostoso."

## História
Inicialmente já havia uma versão do Aquarius Fresh chamado Aquarius Lemon e Aquarius Orange lançada em fevereiro de 2006, uma bebida não gaseificada, que acabou não obtendo sucesso nas suas vendas e sendo extinta logo em 2007.
Por falta de diferenciação do produto em relação à concorrentes na época, foi relançada após alguns meses (quando a H2OH! já havia sido lançada) depois sob o nome que está hoje.
No lançamento da Aquarius Fresh, a Coca-Cola Brasil preparou uma forte operação de produção e distribuição no qual incluiu a cantora Negra Li, além disso, houve um filme que foi exibido em todas as emissoras de TV aberta.
Em 2009, a Coca-Cola Brasil lançou novas embalagens do Aquarius Fresh trazendo um estilo mais moderno e bonito segundo a empresa.

## Variantes
Atualmente, o refrigerante é vendido em embalagens PET de 510 ml e 1,5L e possui os seguintes sabores:
- Limão (lançada em 2007)
- Abacaxi com Hortelã (lançada em 2009)
- Uva (lançada em 2009)
- Pera (lançada em 2009)
- Acerola (lançada em 2012)

## Controvérsias
O Ministério Público Federal do Distrito Federal (MPF/DF) ajuizou em, 22 de setembro de 2009, uma ação civil pública para proibir a comercialização de Aquarius Fresh e sua rival, H2OH!. O órgão também solicitou em caráter, urgente, a suspensão do registro das duas marcas no Instituto Nacional de Propriedade Industrial (INPI) e sua posterior anulação.
Para o MPF, tanto o preparado líquido aromatizado como o refrigerante de baixa caloria não são considerados como água, segundo as regulamentações vigentes no país. "Tal situação demonstra desrespeito ao Código de Proteção e Defesa do Consumidor, principalmente, em relação aos princípios que estabelecem a transparência e harmonia nas relações de consumo, a boa fé", relata a ação.